# Dana Reizniece-Ozola
Dana Reizniece-Ozola (Kuldīga, 6 de novembre de 1981) és una política letona, l'actual Ministra d'Economia de Letònia, dins el segon Gabinet Straujuma, i membre del Saeima. És també una jugadora d'escacs que té el títol de Gran Mestre Femení des de 2001. Reizniece-Ozola està casada amb Andris Ozols, director de l'Agència letona per a la Inversió i el Desenvolupament (LIAA).

## Carrera escaquística
Reizniece ha guanyat el campionat d'escacs femení de Letònia quatre cops, els anys 1998, 1999, 2000, i 2001. Els anys 1998 i 1999 es va proclamar Campionat d'Europa femeni Sub-18.
Dana Reizniece-Ozola ha jugat, representant Letònia, a les següents olimpíades d'escacs:
- El 1998, al primer tauler a la 33a Olimpíada a Elistà (+6 −2 =5);
- El 2000, al primer tauler a la 34a Olimpíada a Istanbul (+6 −2 =5);
- El 2004, al primer tauler a la 36a Olimpíada a Calvià (+6 −5 =0);
- El 2006, al primer tauler a la 37a Olimpíada a Torí (+5 −2 =4);
- El 2010, al primer tauler a la 39a Olimpíada a Khanti-Mansisk (+1 −6 =2);
- El 2012, al primer tauler a la 40a Olimpíada a Istanbul (+6 -3 =1);[4]
- El 2014, al primer tauler a la 41a Olimpíada a Tromsø (+1 -5 =4).

També ha representat Letònia al Campionat d'Europa d'escacs femení per equips:
- El 1999, al primer tauler al 3r Campionat d'Europa femení per equips a Batumi (+5 −4 =0);
- El 2001, al primer tauler al 4t Campionat d'Europa femení per equips a León (+1 −4 =2).
- El 2011, al primer tauler al 8è Campionat d'Europa femení per equips a Porto Carras (+4 −3 =2).[6]

## Carrera política
Dana Reizniece-Ozola és membre del partit Unió de Verds i Agricultors i ha estat membre del 10è i 11è Saeima (parlaments letons). Va començar el seu actual mandat el 17 d'octubre de 2011.